# 仙剑客栈2
《仙剑客栈2》是由大宇资讯开发的一款角色扮演型经营模拟游戏，是《仙剑客栈》（2001）的续作，于2022年7月8日在Steam平台上市。
该作采用平行宇宙的概念，由仙剑奇侠传系列的众多角色出场并共同经营“逍遥客栈”（原作游戏中主角李逍遥出身的客栈），综合经营管理、探索、恋爱养成、小游戏等多重玩法，打造一个温馨浪漫大团圆的故事。游戏的主线有全程普通话配音，并且根据玩家表现可以获得多种结局。

## 背景设定
小蛮在女娲娘娘神像前求愿，希望外公李逍遥能够放下过去的伤痛重新振作，想要让相爱之人不分离，让所有人所求皆可得都能获得幸福。在女娲娘娘的显灵保佑下，小蛮成功施展出了“回魂仙梦”，试图以一己之力改变因缘，独自穿越时空来到了青年李逍遥还在余杭镇的时候，帮助李逍遥救出赵灵儿，三人一起经营逍遥客栈。在之后的一年时间里，作为客栈掌柜的小蛮先后邂逅了许多人，并解决了的诸多不利于“大家幸福”的危机……

## 人物

### 主要角色
| 角色   | 源自         | 配音     | 备注 |
| ------ | ------------ | -------- | --- |
| 小蛮   | 仙剑奇侠传五 | 张宇琦   | 女娲族后裔，由巫月神教掌门海棠夫人抚养长大。虽然娇蛮，但心地善良，为了治愈外公的心伤，不惜施展回魂仙梦改变历史，扭转众人悲伤的结局。 初始游戏获得。 技能：逗猫铃（跟商人购买物品可额外获得1个随机物品，每天每个商人只能触发一次）                                            |
| 李逍遥 | 仙剑奇侠传   | 大白siro | 客栈店小二，南盗侠李三思夫妇之子，自小和婶婶过着平静的生活，游手好闲却天资聪颖，从未见过外面的世界，总想自己去闯荡一番，成为绝世大侠。个性玩世不恭，但十分重情。 初始游戏获得。 技能：凝神归元（上菜可以一次拿2盘菜）                                                        |
| 赵灵儿 | 仙剑奇侠传   | 谢莹     | 水月宫灵月宫主的徒弟，女娲族后裔。自幼与世隔绝，性格单纯，温柔体贴，宛若池中白莲的脱俗少女。被拜月教绑架后获小蛮和李逍遥营救，与两人一起经营客栈，成为客栈的第一位大厨，擅长莲藕料理和甜品。 初始游戏获得。 技能：仙风云体（配置厨师每制作10道菜会随机回复当天一位厨师体力） |
| 林月如 | 仙剑奇侠传   | 神隐     | 苏州林家堡南武林盟主林天南的千金，为了逃婚离家出走，性格虽刁蛮任性，但实则善解人意，豪爽坚强。原本十指不沾阳春水的她为了留在客栈里开始学习下厨，擅长姑苏菜色。 1月9日入住，2月5日根据剧情加入，无需招募。 技能：包罗万象（可以佩戴两件装备）                                 |
| 龙幽   | 仙剑奇侠传五 | 王石     | 自称西域商人，性格潇洒幽默，沉着冷静，宣称是为寻找失踪的哥哥来到余杭镇。其实是小蛮自己空间的龙幽不忍离别之苦，为弥补遗憾不惜魔元离体，悄悄穿越时空来寻找小蛮。 1月13日入住，选择画像时选择“第一个很像”，第二日加入客栈，无需招募。 技能：越行之术（配置农场可自动收获）      |
| 阿奴   | 仙剑奇侠传   | 裴致莹   | 白苗族的少主兼巫女，因故失忆，流落余杭镇与逍遥、小蛮等人结下不解之缘。由于性格天真烂漫，娇俏可爱，成了客栈不可或缺的吉祥物。 3月6日入住，3月10日剧情获取，输赢都可，无需招募。 技能：灵血咒（可以同时制作两盘菜）                                                            |

### 次要角色
| 角色     | 源自             | 配音                            | 备注 |
| -------- | ---------------- | ------------------------------- | --- |
| 李忆如   | 仙剑奇侠传二     | 常佳梦                          | 赵灵儿与李逍遥之女、小蛮的生母，女娲族后裔，天生拥有巨大灵力，善良、古灵精怪，尤其喜好结交朋友。对人没戒心，是个调皮可爱、无心机的可爱女孩。 11月5日入住客栈，剧情后自动加入。 |
| 韩仲晰   | 仙剑Online       | 冯楷焯（韩仲晰） 赵乾景（伐天） | 李忆如的青梅竹马、小蛮的生父，幼时被魔尊之子伐天的灵魂进入体内，两人合二为一，造成一体双魂的结果。由于某种原因，在两人合体后伐天失去记忆。 11月5日入住客栈，剧情后自动加入。 |
| 苏媚     | 仙剑奇侠传二     |                                 | 蛇妖男和狐妖女的女儿，个性直接坦率、爽朗无心机，带给人相当骄傲任性的感觉，狠辣与智慧兼备。 2月支线龙幽或小蛮去苏州探索可遇到，之后去明州即可招募。 技能：化狐（对战小游戏赌注减半） |
| 景天     | 仙剑奇侠传三     | 范鑫宇                          | 自幼父母离世，拥有奇高学武天分，头脑灵活，精通买卖、账目，擅长讨价还价，精明，爱贪小便宜，但脾气很好，重情重义，对朋友总是真诚相待。 8月2日入住，后续剧情景天跟重楼切磋，建议获胜，8月19日离开，去拜月客栈触发剧情。8月24日剧情，后续与杨异战斗必须赢，否则强行结束，9月1日剧情后即可招募。 技能：绣口锦心（买卖物品时默认8折） |
| 唐雪见   | 仙剑奇侠传三     | 裴致莹                          | 唐门掌门唐坤之最宠爱的养孙女，虽有大小姐般任性娇蛮的脾气，但心地善良，即属于刀子嘴豆腐心。外表坚强，心口不一。 8月2日入住，8月19日离开，去拜月客栈触发剧情，8月24日剧情，后续与杨异战斗必须赢，否则强行结束，9月1日剧情后即可招募。 技能：玉露还精（配置农场可减少作物生长天数1天）                                             |
| 龙葵·蓝  | 仙剑奇侠传三     | 朱云                            | 古姜国公主，因战乱跳入铸剑炉自尽，而使得魔剑天成。常年幽禁在魔剑中，因为恐惧和种种情绪，人格一分为二。本体蓝发蓝衣，温柔似水，羞怯文静。 7月中元节选择阿奴和重楼去玩会遇见，8月7日小蛮大叫厨房有声音选择“灵儿姐姐”会遇到，9月1日剧情后即可招募。 技能：天魔附体（跑堂时体力只消耗别人的一半）                                   |
| 龙葵·红  | 仙剑奇侠传三     |                                 | 龙葵分出的另一人格，红发红衣，性格刚烈，泼辣张扬，总是在龙葵害怕的时候保护她，千年如一日，始终陪伴着她。 7月中元节选择阿奴和小蛮去玩会遇见，8月7日小蛮大叫厨房有声音选择“月如姐姐”会遇到，9月来客栈PK获胜即可招募。 技能：三昧真火。                                                                                            |
| 重楼     | 仙剑奇侠传三     | 吴磊                            | 魔界至尊，喜欢与天界神将飞蓬比武，崇尚力量，好武成痴，执着、好胜、唯我独尊，但言出必行一诺千金。 3月13日从天而降，3月17日剧情加入客栈，无需招募。8月16日离开，11月15日回归客栈。 |
| 紫萱     | 仙剑奇侠传三     | 张琰                            | 女娲族后裔，端庄大方，善解人意，外柔内刚，内心坚定而执着，既果断又坚强。她总在众人茫然时，为大家指引出路，唯独自己却走不出魂牵三世的情路。 7月9日入住，7月26日潜入拜月客栈偷取镇妖剑，9月1日剧情后即可招募。 |
| 徐长卿   | 仙剑奇侠传三     | 谷江山                          | 蜀山仙剑派大弟子，自幼被蜀山掌门清微收为入室弟子，武学天赋极高，一度被誉为蜀山一派的接班人。性格稳重坚毅，有情有义，意志坚定，不善言辞。 7月11日入住，10月25日回归招募，需前期所有关于紫萱和长卿的支线做完。 技能：蜀山心法（探索回来体力回满）                                                                                 |
| 星璇     | 仙剑奇侠传三外传 | 苏尚卿                          | 里蜀山妖界少主，身体其实是其父赤炎的尸体，不仅残缺而且带有剧毒。性格冷傲，意志坚定。喜爱烹饪，却因为身体的缘故，无法领略食物的美味。 10月16日入住，剧情后11月1日可招募。 技能：星移斗转（配置农场可自动收获） |
| 王蓬絮   | 仙剑奇侠传三外传 | 朱云                            | 敏感而神经质，心情好时温柔体贴，几乎就是完美的典范，心情不好时则会变的十分凶暴。非常贪吃，生冷不忌，任何奇怪的东西都可以吃下去，为了食物可以放弃一切。 10月9日入住，剧情后11月1日可招募。 技能：玉露还精（配置农场可减少作物生长天数1天）                                                                                       |
| 云天河   | 仙剑奇侠传四     |                                 | 自幼孤身在青鸾峰长大，对外界事物一无所知，熟知野外求生的技巧，擅长捕猎野兽，最喜欢香喷喷的烤肉。下山后虽经历种种，但从未改变过“我命由我不由天”的想法。 4月8日剧情大街遇到，选第一个让天河先跟回客栈，剧情后即可招募。 技能：猎兽之术（外出探索时回来额外获得一些肉类）                                                          |
| 韩菱纱   | 仙剑奇侠传四     |                                 | 背负着家族命运而四处奔走的少女，自称是独行千里的陵墓大盗，年纪不大却对辨识墓穴位置、破解奇诡机关、地脉风水之学颇有研究。 4月8日剧情大街遇到云天河，选第二个希望两人早日会合。4月11日入住，4月22日剧情离开，4月29日剧情后即可招募。 技能：探囊搜宝（探索回来总会额外获得500铜钱）                                                |
| 柳梦璃   | 仙剑奇侠传四     |                                 | 妖界主人婵幽之女，兰心惠质，外柔内刚，很有自己的主见，对亲密的人十分体贴并信赖，不吝于表达自己的情感，而对其他人则是寡言少语。 4月13日入住，4月16日剧情后即可招募。 技能：熏檀净衣（跑堂时提升客服服务体验+5） |
| 慕容紫英 | 仙剑奇侠传四     |                                 | 昆仑山琼华派弟子，很小就被家人送至琼华派修行，天赋极高，性格外冷内热，稳重内敛；看似不易相处，实则是一个恩怨分明、极重情义的热血男儿。 4月8日剧情大街遇到云天河，选第一个让云天河跟回客栈。后续剧情招募云天河后，支线剧情派云天河去调查，再去酆都，获得雷兽，紫英即可招募。 技能：包罗万象（可以佩戴两件装备）                  |
| 谢沧行   | 仙剑奇侠传五前传 |                                 | 蜀山仙剑派长老，落拓不羁，四处云游。 5月13日入住，后续有个海富贵的支线人物，估计跟谢沧行有关，毕竟游戏中老谢指点了海富贵。 |
| 暮菖兰   | 仙剑奇侠传五前传 |                                 | 行走江湖买卖消息的佣兵，冷艳霸气，洞察力强。 5月3日入住，后续派小蛮或龙幽前往青鸾峰遇到叶霖，5月14日派小蛮或龙幽去暮霭村还书，5月22日随便派人去十里坡，只有1天时间，剧情后即可招募。 |
| 龙溟     | 仙剑奇侠传五前传 |                                 | 龙幽的哥哥，魔界夜叉族的君主。 6月5日入住，之后剧情与龙幽对战，输赢好像都不重要，6月16日派小蛮和龙幽去十里坡可遇到龙溟吃醋剧情。6月19日龙溟剧情离开，6月22日剧情回归，6月29日剧情后即可招募。 技能：魔灵度生（配置农场产量提高40%）                                                                                             |
| 凌波     | 仙剑奇侠传五前传 |                                 | 蜀山仙剑派高阶女弟子，言行举止温和有礼，做事有分寸，心怀苍生，遇到难以决断的事情会花很多时间去权衡考量，一旦决定了就不会更改后悔。 6月10日入住，中途选项选择江湖，6月29日剧情后即可招募。 |
| 月清疏   | 仙剑奇侠传七     |                                 | 落袈山明庶门现任掌门，为人刻苦认真、细心稳重，爱好烹饪、写日记。 5月初派重楼或阿奴去仙灵岛探险，中途重楼与她PK，赢，5月14日剧情后即可招募。 技能：明庶心法（每获得一只御灵会增加全属性1点，总计9只全属性共增加36点） |
| 修吾     | 仙剑奇侠传七     |                                 | 一名实力强大、忠于内心的神族剑客，虽然寡言但却是团队中强有力的后盾。 中途月清疏和小蛮的感情支线一定要记得做，6月23日小蛮和月清疏约会，修吾变成人入住，6月29日剧情后即可招募。 技能：万木逢春（跑堂时累计送10道菜随机回复当天一位跑堂体力）                                                                                      |
| 白茉晴   | 仙剑奇侠传七     |                                 | 峨眉山仙霞派第二代弟子中的佼佼者，长白山卢龙府千金，在阵法和五灵法术方面都颇有天赋造诣，待人接物极有礼貌，爱好读书，精通矿石鉴定。 5月24日余杭镇触发剧情入住，全程挂机，6月29日剧情后即可招募。 技能：鹤舞九天引（跑堂时客人的消费全自动回收）                                                                                  |
| 桑游     | 仙剑奇侠传七     |                                 | 来自于苗疆泉隐村的少年，头脑灵活、古灵精怪、外向爽朗，平日看起来整天嘻嘻哈哈、插科打诨，但在正经场合或者触及心事时总会展现出判若两人般的严肃。 6月8日派月清疏去青鸾峰可遇到，之后派月清疏前往蜀山后，入住客栈，后续触发剧情PK，赢了即可招募。 技能：凶暴咒蛊（小游戏获胜时额外获得一个材料五毒）                                |

### 其他角色
| 角色             | 源自             | 配音 | 备注 |
| ---------------- | ---------------- | ---- | --- |
| 丁香兰           | 仙剑奇侠传       |      | 李逍遥邻居丁大伯的大女儿，贤妻良母型的女子，厨艺精湛，个性文静，喜欢逍遥，常煮点心向他示好。 可招募，剧情获得。                  |
| 丁秀兰           | 仙剑奇侠传       |      | 李逍遥邻居丁大伯的小女儿，活泼好动，吃苦耐劳，女红手艺不错，常替逍遥缝制衣物、手帕，喜欢逍遥。 可招募，剧情获得。                |
| 酒剑仙           | 仙剑奇侠传       |      | 蜀山狂道士，李逍遥的师父。 1月17日入住，逍遥探索去十里坡，选择叫师父……后续离开，5月21日继续入住。                                |
| 刘晋元           | 仙剑奇侠传       |      | 林月如的表哥 |
| 彩依             | 仙剑奇侠传       |      | 刘晋元的妻子，本是千年修行的蝴蝶精。 2月12日入住，中途离去需要PK获胜，2月17日剧情后即可招募。 技能：包罗万象（可以佩戴两件装备） |
| 姥姥（姜氏）     | 仙剑奇侠传       |      | 赵灵儿的姥姥（其实是监护人，赵灵儿真正的外婆是紫萱）                                                                             |
| 林天南           | 仙剑奇侠传       |      | 林月如的父亲，苏州林家堡的堡主                                                                                                   |
| 拜月教主（杨异） | 仙剑奇侠传       |      | 黑苗族首领，“拜月客栈”的掌柜，暗中意图绑架赵灵儿                                                                                 |
| 一贫             | 仙剑奇侠传五     |      | 老年李逍遥，小蛮的外公，蜀山七圣之一。 一周目12月通关获得。 技能：逍遥神剑（配置跑堂是会优先打扫、消灭老鼠、火灾等）             |
| 海棠夫人         | 仙剑奇侠传五     |      | 老年阿奴，小蛮的师父（兼养母），白苗族巫月神教的教主。                                                                           |
| 凌音             | 仙剑奇侠传五     |      | 蜀山七圣之一，凌波的妹妹 9月22日入住，9月27日离开。                                                                              |
| 红姬             | 仙剑奇侠传五     |      | 魔界八国之一罗刹国的公主。 10月2日入住，10月4日与小蛮PK要赢，10月6日剧情后可招募。                                               |
| 结萝             | 仙剑奇侠传五前传 |      | 黑苗族少女，师承蛊婆，研习蛊术，不爱学医术。 7月26日只有一天去拜月客栈，但是不要选择主动去，等晚上自动触发剧情过去。             |
| 越今朝           | 仙剑奇侠传六     |      | 了解世态炎凉、人情冷暖的青年，反应快，擅变通，逻辑推理能力不错。                                                                 |
| 越祈             | 仙剑奇侠传六     |      | 祈领悟力高，做事直接，行事没什么是非观，有时提出的方法在别人看来会不近人情。                                                     |
| 明秀             | 仙剑奇侠传六     |      | 看似大家闺秀，性情温柔、知书达礼、进退有据，然而是个总与别人保留一份距离感、缺乏安全感的人。                                     |
| 居十方           | 仙剑奇侠传六     |      | 性格内向，老实，有些软弱，患得患失，较容易退却。                                                                                 |

### 御灵
游戏中共有九位风格不一特色各异的御灵，玩家可以透过不同剧情取得。获得御灵后，游戏中每周都有一次抽取营业御灵的机会，抽到的御灵将对客栈经营起到特殊帮助，比如帮忙打扫、处理事故，甚至还可以增加小费。
| 角色   | 源自             | 技能                                                | 备注 |
| ------ | ---------------- | --------------------------------------------------- | --- |
| 小石头 | 仙剑奇侠传       | 心诚则灵（当收到小费时，会收到同等值的化缘费）      | 达摩祖师所持的玉佛珠修行成精，前来化缘入住客栈后十分积极地宣扬佛法劝人剃度皈依佛门，让大家不堪其扰，不过在被赵灵儿点出对佛法的误解后受到感化，从而决定加入客栈。 3月10日入住，15日前灵儿去教化获得御灵，17日月如去教化，即可招募。 |
| 锦八爷 | 仙剑奇侠传二     | 老鼠出现后会主动离开，伙计无须打扫，且获得3份木材。 | 土系御灵，为替遭逍遥客栈弄伤的锦鼠族报仇而入住客栈，并暗中派出鼠精干扰营业，经过客栈众人的一番努力终于得知真凶身份，为答谢众人恩情决定留在逍遥客栈帮忙。 2月完成锦八爷住宿事件后可获得。                                           |
| 蛊神   | 仙剑奇侠传二     | 让乱丢垃圾的客人将铜钱也丢出来，打扫时将会获得铜钱  | 毒系御灵，蜂皇与虫母喂养一段时间后结合而成。 4月阿奴探索仙灵岛获得蜂皇，9月阿奴探索苗疆取得蛊母后，月底触发独得蛊神剧情。 |
| 雷兽   | 仙剑奇侠传二     | 全体跑堂伙计速度增加30%                             | 雷系御灵，受雷灵珠吸引而来，却遭慕容紫英误认为妖物，误会解开后更在众人探险遇难时出手相救，连慕容紫英都为之改观，因而正式收留。 4月仙四人物探索酆都和青鸾峰，完成雷兽事件后可获得。                                                 |
| 坛中妖 | 仙剑奇侠传三外传 | 当有客人点饮品时，料理体验提高20%                   | 水系/土系御灵，李逍遥得知县太爷可能被妖附身，便以退妖符驱出附身县太爷的小妖，在酒剑仙施以禁制后留在了逍遥客栈。 5月完成酒剑仙系列住宿任务（需切磋成功）即可获得。                                                                  |
| 蕴儿   | 仙剑奇侠传二     | 当天来店人数大增，客人的间隔时间减少20%             | 水系御灵，炎炎夏日被消暑的杏仁豆腐吸引至逍遥客栈并对其赞不绝口，众人在得知其悲伤身世后心生怜悯，热情邀请留下成为客栈的一份子。 6月完成蕴儿住宿事件后可获得。                                                                       |
| 火猴   | 仙剑奇侠传二     | 当日所有来店客人必点招牌菜                          | 火系御灵，因为饥饿控制不好法力导致余杭镇火灾频传，被李逍遥等人用水果为饵引出，事情圆满解决后在阿奴的央求下收留在客栈。 7月前往余杭镇可触发事件，事件结束后获得。                                                                   |
| 苍萤   | 仙剑奇侠传三     | 当日跑堂与厨师所耗费体力从4变为2                    | 风系/雷系御灵，逍遥客栈突然出现许多苍蝇，众人花费了好一番力气调查才发现，后在灵儿的说服下选择加入客栈。 11月完成苍萤住宿事件后可获得。                                                                                             |
| 扬枭   | 仙剑奇侠传二     | 伙计晚上活动的体力消耗减半                          | 风系御灵，众人因逍遥客栈夜里飘香分析与晚起的御灵们和消失的食材有关，决定埋伏一探究竟，在发现是扬枭跑来做消夜后决定收编。 12月八只御灵皆取得后，前往余杭镇可触发扬枭事件。事件后任一人与小蛮约会可触发约会事件，结束后获得。        |

## 游戏机制

### 属性设定
游戏中每个角色都有固定六种属性：力量、速度、料理、魅力、体力和薪资。每个角色的属性值不相同，其中一些可以通过练功或配置装备提升。
- 力量：属性提升后，可以减少打扫客房的体力消耗，比试时打人的锅铲也更疼。
- 速度：属性和跑堂有关，速度越高，跑堂效率越高。
- 料理：属性则和做菜有关，选择料理属性高的角色做厨师。
- 魅力：在探索地点时获得特殊物品的概率更高。
- 体力：属性代表每个角色的体力值，干活（跑堂、厨艺）后会有一定消耗。
- 薪资：每个角色每日会消耗客栈的预算。

### 结局

#### 客栈结局
| 结局         | 备注                                     |
| ------------ | ---------------------------------------- |
| 门可罗雀     | 破产结局                                 |
| 南柯一梦     | 平凡完成旅程的结局                       |
| 天下第一客栈 | 伙计＞15，资金＞1000万，总来客数＞1000   |
| 聚义堂       | 收集全角色                               |
| 御灵客栈     | 获得全御灵与装备                         |
| 食神降临     | 获得全部食材与食谱，并且修炼度全满       |
| 温泉之旅     | 收集全女角，并且任10为女角彼此好感度最大 |
| 林野溯溪     | 收集全男角，并且任10位男角彼此好感度最大 |
| 冠军客栈     | 厨艺战与跑堂战大获全胜                   |

#### 角色结局
| 结局     | 角色                   | 备注 |
| -------- | ---------------------- | ---- |
| 执子之手 | 李逍遥、赵灵儿         |      |
| 归家     | 李逍遥、林月如         |      |
| 归隐山林 | 李忆如、韩仲晰         |      |
| 欢喜冤家 | 景天、唐雪见           |      |
| 倾心     | 景天、龙葵·蓝          |      |
| 连理     | 紫萱、徐长卿           |      |
| 新安当   | 《仙剑奇侠传三》全角色 |      |
| 寻仙     | 云天河、韩菱纱         |      |
| 返乡     | 云天河、柳梦璃         |      |
| 绝佳伙伴 | 《仙剑奇侠传四》全角色 |      |
| 云游四海 | 王蓬絮、星璇           |      |
| 与子成说 | 龙溟、凌波             |      |
| 同行     | 暮菖兰、谢沧行         |      |
| 携手     | 月清疏、修吾           |      |
| 相伴     | 桑游、白茉晴           |      |
| 灯火阑珊 | 小蛮、龙幽             |      |
| 师徒     | 小蛮、阿奴             |      |
| 终成眷属 | 小蛮、龙幽             |      |

## 音乐
| 曲名             | 源自         | 备注               |
| ---------------- | ------------ | ------------------ |
| 《比武招亲》     | 仙剑奇侠传   | 目录音乐           |
| 《客栈小憩》     | 仙剑客栈     | 早晨剧情音乐       |
| 《人来人往》     | 仙剑客栈     | 客栈清早音乐       |
| 《蝶舞春园》     | 仙剑奇侠传   | 余杭镇集市音乐     |
| 《玉满堂》       | 仙剑奇侠传三 | 客栈营业音乐       |
| 《温馨之夜》     | 仙剑客栈     | 客栈晚上音乐       |
| 《食神争霸》     | 仙剑客栈     | 厨艺战和跑堂站音乐 |
| 《心愿（笛子）》 | 仙剑奇侠传五 | 角色剧情音乐       |
| 《欢乐》         | 仙剑奇侠传五 | 角色剧情音乐       |
| 《回梦·变奏》    | 仙剑奇侠传二 | 角色剧情音乐       |
| 《梦醒》         | 仙剑奇侠传二 | 角色剧情音乐       |
| 《牵情》         | 仙剑奇侠传二 | 角色剧情音乐       |